# Benoît Cauet
Benoît Cauet (født 2. maj 1969 i Châtellerault, Frankrig) er en fransk tidligere fodboldspiller (midtbane).
Gennem sin næsten 20 år lange karriere spillede Cauet for adskillige klubber i både hjem- og udland. I Franrig repræsenterede han blandt andet Olympique Marseille, FC Nantes og Paris Saint-Germain, og var med til at vinde det franske mesterskab med de to førstnævnte. Senere i karrieren spillede han også flere år i Italien, hvor han blandt andet tilbragte fire år hos Inter, som han vandt UEFA Cuppen med i 1998.

## Titler
Ligue 1
- 1989 og 1990 med Olympique Marseille
- 1995 med Nantes

Coupe de France
- 1989 med Olympique Marseille

UEFA Cup
- 1998 med Inter

Bulgarsk mesterskab
- 2005 med CSKA Sofia